# Gare de Lucens
La gare de Lucens est une gare ferroviaire suisse de la ligne de la Broye, située dans la commune de Lucens, dans le canton de Vaud.

## Situation ferroviaire
Établie à 495 mètres d'altitude, la gare de Lucens est située au point kilométrique (PK) 43,4 de la ligne Palézieux – Lyss (à voie unique), entre les gares de Moudon et Henniez.
Outre la voie principale, elle compte une voie d'évitement et des voies de service.

## Histoire
La gare était longtemps équipée d'un seul quai et n'était desservie chaque heure que par une ligne commerciale (S21, puis S9). Depuis décembre 2017, elle bénéficie d'une fréquence de desserte à la demi-heure (sur les lignes S8 et S9 du RER Vaud), grâce à la construction, durant l'été 2017, d'un passage souterrain et d'un deuxième quai (qui donne accès à la voie d'évitement).

## Service des voyageurs

### Accueil
Seul un automate pour la vente de tickets de transports est à la disposition des voyageurs.
Les deux quais sont accessibles pour les personnes à mobilité réduite.

### Desserte
La gare est desservie par les lignes R8 et R9 du RER Vaud, qui relient respectivement Lausanne à Kerzers et Palézieux à Payerne.

### Intermodalité
Un parking P + R et un service de Mobility CarSharing est aménagé.